# Andy Campbell
Andrew Campbell, detto Andy (Melbourne, 21 luglio 1956), è un ex cestista australiano.

## Carriera
Con l'Australia ha disputato due edizioni dei Giochi olimpici (Montréal 1976, Los Angeles 1984).